# Jiowana Sauto
Jiowana Sauto (Fiji,13 de março de 1988) é uma jogadora de rugby sevens fijiana.

## Carreira
Jiowana Sauto integrou o elenco da Seleção Fijiana Feminina de Rugbi de Sevens, na Rio 2016, que foi 8º colocada.